# 16730 Nijisseiki
16730 Nijisseiki (1996 HJ1) là một tiểu hành tinh vành đai chính.